# Dominik Prpić
Dominik Prpić, né le 19 mai 2004 à Zagreb en Croatie, est un footballeur croate qui évolue au poste de défenseur central au FC Porto.

## Biographie

### En club
Né à Zagreb en Croatie, Dominik Prpić commence à jouer pour deux clubs de la capitale, le NK Zagreb et le Lokomotiva Zagreb, avant d'être repéré par le Hajduk Split qu'il rejoint en 2017 et où il poursuit sa formation.
Il joue son premier match de première division croate le 12 novembre 2022, face au NK Slaven Belupo. Il entre en jeu à la place de Stefan Simić et les deux équipes se neutralisent ce jour-là (2-2 score final).
Prêté en Slovénie du côté du NK Radomlje en août 2023, Dominik Prpić fait son retour au Hajduk Split en janvier 2024.
Le 10 juillet 2025, il rejoint le FC Porto contre la somme de 4,5 millions d'euros hors bonus. Il fait ses débuts sous ses nouvelles couleurs dès la première journée du championnat, le 11 août, face au Vitória SC, en entrant en jeu à la 66e minute à la place de Jan Bednarek sorti sur blessure.

### En sélection
Il représente l'équipe de Croatie des moins de 18 ans entre 2021 et 2022, jouant au total six matchs avec cette sélection.
Dominik Prpić joue son premier match avec l'équipe de Croatie espoirs le 21 mars 2024 contre Andorre. Il est titularisé et son équipe l'emporte par trois buts à zéro.

## Statistiques
| Saison                | Club                  | Championnat           | Championnat | Championnat | Championnat | Coupe nationale | Coupe nationale | Coupe nationale | Coupe de la Ligue | Coupe de la Ligue | Coupe de la Ligue | Supercoupe | Supercoupe | Supercoupe | Compétition(s) continentale(s) | Compétition(s) continentale(s) | Compétition(s) continentale(s) | Compétition(s) continentale(s) | Total | Total | Total |
| Saison                | Club                  | Division              | M.          | B.          | P.d.        | M.              | B.              | P.d.            | M.                | B.                | P.d.              | M.         | B.         | P.d.       | Comp.                          | M.                             | B.                             | P.d.                           | M.    | B.    | P.d.  |
| 2022-2023             | Hajduk Split          | HNL                   | 5           | 0           | 0           | 2               | 0               | 0               | -                 | -                 | -                 | -          | -          | -          | -                              | -                              | -                              | -                              | 7     | 0     | 0     |
| 2023-2024             | NK Radomlje (prêt)    | Prva Liga             | 12          | 0           | 0           | 1               | 0               | 0               | -                 | -                 | -                 | -          | -          | -          | -                              | -                              | -                              | -                              | 13    | 0     | 0     |
| 2023-2024             | Hajduk Split          | HNL                   | 9           | 0           | 0           | 1               | 0               | 0               | -                 | -                 | -                 | -          | -          | -          | -                              | -                              | -                              | -                              | 10    | 0     | 0     |
| 2024-2025             | Hajduk Split          | HNL                   | 30          | 0           | 2           | 1               | 0               | 0               | -                 | -                 | -                 | -          | -          | -          | C4                             | 2                              | 0                              | 0                              | 33    | 0     | 2     |
| Sous-total            | Sous-total            | Sous-total            | 56          | 0           | 2           | 5               | 0               | 0               | 0                 | 0                 | 0                 | 0          | 0          | 0          | -                              | 2                              | 0                              | 0                              | 63    | 0     | 2     |
| 2025-2026             | FC Porto              | Primeira Liga         | 1           | 0           | 0           | -               | -               | -               | -                 | -                 | -                 | -          | -          | -          | -                              | -                              | -                              | -                              | 1     | 0     | 0     |
| Sous-total            | Sous-total            | Sous-total            | 1           | 0           | 0           | 0               | 0               | 0               | 0                 | 0                 | 0                 | 0          | 0          | 0          | -                              | 0                              | 0                              | 0                              | 1     | 0     | 0     |
| Total sur la carrière | Total sur la carrière | Total sur la carrière | 57          | 0           | 2           | 5               | 0               | 0               | 0                 | 0                 | 0                 | 0          | 0          | 0          | -                              | 2                              | 0                              | 0                              | 64    | 0     | 2     |